# Haroldo de Souza
Haroldo Joaquim de Souza, mais conhecido como Haroldo de Souza (Jacarezinho, 10 de dezembro de 1944), é um radialista, locutor esportivo e político brasileiro.
Entre seus bordões famosos, estão: "Bandeiras tremulando, tremulando, tremulando, torcedor do Brasil!"; "Adivinheeee!" e "É gente que se liga na gente".

## Biografia
Nascido na Vila Maria, em Jacarezinho, Haroldo de Souza estudou somente até a 3ª série do primário, pois começou a trabalhar cedo, aos 14 anos de idade, como caminhoneiro, ajudando seu pai no transporte de lenha. Atuou brevemente, durante seis meses, como bancário no Banco Francisco Telles.
Como radialista, iniciou a carreira no começo da década de 1960, em uma rápida passagem pela Rádio Castro, da cidade de mesmo nome. Haroldo inicialmente atuou como repórter. Após passar pelas rádios Cultura e Atalaia, ambas de Maringá, tornou-se narrador esportivo na Rádio Alvorada de Londrina, em 1969. Ocupou o cargo após participar de um concurso onde terminou em segundo lugar, seguido da desistência do primeiro colocado.
Transferiu-se posteriormente para a Rádio Itatiaia de Belo Horizonte, onde narrou jogos da Copa do Mundo de 1970, no México. Durante a copa seguinte, em 1974, recebeu proposta para trabalhar no Rio Grande do Sul, sendo contratado pela Rádio Gaúcha, onde permaneceu por 17 anos. Na emissora, narrou as Copas de 1978 a 1990.
Em 1991, Haroldo transferiu-se para a Rádio Guaíba, permanecendo na emissora até outubro de 2010, quando assinou contrato com a Rádio Bandeirantes.
Em outubro de 2012, após a campanha política para vereador na qual não conseguiu se reeleger, Haroldo é dispensado pela Band RS e, em seu perfil no Twitter, disparou críticas a direção de esportes da emissora e até a matriz paulista da emissora. Alguns meses depois, acertou a sua transferência para a Rádio Grenal da Rede Pampa de Comunicação, onde permanece.

### Carreira política
Em 1998, ingressou na carreira política filiando-se ao PTB, partido pelo qual concorreu ao posto de deputado estadual, ficando apenas como primeiro-suplente. No ano de 2000, foi eleito vereador pela cidade de Porto Alegre. Em 2001, filiou-se ao PHS e, no ano seguinte, tentou novamente a vaga de deputado, porém mais uma vez não obteve êxito. Posteriormente, reelegeu-se vereador pelo PMDB em 2004 e em 2008.
Como vereador, elaborou um projeto para tornar o Dia da Consciência Negra, celebrado em 20 de novembro, como feriado municipal. Em outubro de 2003, seu projeto foi aprovado pela Câmara Municipal de Porto Alegre. Sancionada pelo então prefeito João Verle, a Lei nº 9 252 entrou em vigência no dia 3 de novembro daquele ano, porém acabou sendo barrada pelo Tribunal de Justiça do Estado, a pedido de Ação Direta de Inconstitucionalidade movida pelo Sindicato dos Lojistas do Comércio da Capital.
Haroldo de Souza chegou a presidir interinamente a Câmara de Vereadores de Porto Alegre em algumas ocasiões. Abandonou a carreira política em 2012, quando obteve apenas 1 947 votos e não conseguiu se eleger pela quarta vez consecutiva.

## Controvérsias públicas
A partir de 2009, começaram a vir a público algumas controvérsias nas quais se envolveu. Em abril daquele ano, foi surpreendido em uma casa de bingo clandestina, durante operação policial.
Em novembro de 2011, foi flagrado dirigindo alcoolizado em uma blitz da EPTC, em Porto Alegre. Permaneceu preso durante sete horas e foi liberado após pagar fiança de R$ 1 350,00, pedindo desculpas logo depois.
Em junho de 2012, se envolveu em uma situação constrangedora no Twitter. Ao ser interpelado por um membro desta rede social sobre sua afeição pelas casas de bingo, respondeu de maneira machista.
Em 3 de fevereiro de 2021, Souza chamou o atleta Lucas Braga, do Santos, de "crioulinho" durante uma transmissão na Rádio Grenal. O Santos anunciou que tomaria providências em relação à fala racista, e que esperava uma reação da rádio. Após repercussão negativa, a direção da rádio divulgou uma nota afirmando "não compactuar com qualquer tipo de atitude discriminatória". A Associação dos Cronistas Esportivos Gaúchos também repudiou o caso de racismo em nota e pediu desculpas em nome da classe pela atitude de Haroldo. O Ministério Público Federal abriu uma investigação contra o narrador e enviou ofícios à Rádio Grenal e a Haroldo. Em nota, Souza se defendeu justificando que "não tinha intenção" de ser racista.